# Manuel de Solà-Morales i de Rosselló
Manuel de Solà-Morales i de Rosselló   (Olot, 1910 - Barcelona, 2003)

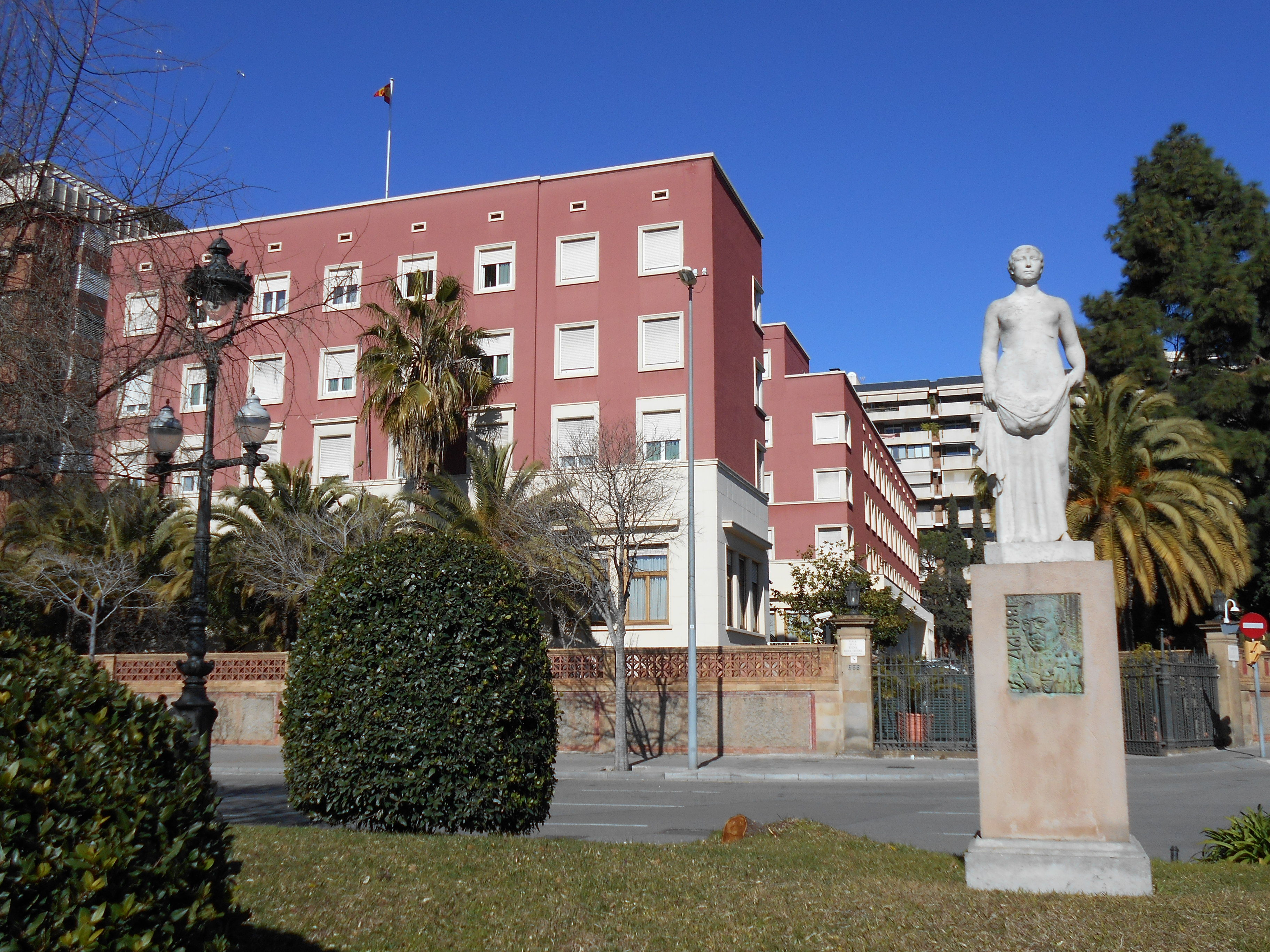
Residència d'Oficials de Barcelona.

va ser un arquitecte català.

## Biografia
Era fill del diputat Joaquim de Solà-Morales i Mir, i germà de l'advocat i historiador Josep Maria de Solà-Morales i de Rosselló i del diplomàtic Francesc Xavier de Solà-Morales i de Rosselló. Va ser pare dels també arquitectes Manuel de Solà-Morales i Rubió i Ignasi de Solà-Morales i Rubió, i del matemàtic Joan de Solà-Morales i Rubió. Es va llicenciar a l'ETSAB el 1932.
El 1945 va ser triat secretari del Col·legi Oficial d'Arquitectes de Catalunya i Balears, del que va ser degà entre 1954 i 1964. Des d'aquest lloc va incentivar el procés de modernització de l'arquitectura catalana, va programar diverses conferències d'arquitectes de rellevància internacional com Alvar Aalto o Bruno Zevi i va organitzar el concurs per a la construcció de la nova seu del Col·legi a la plaça Nova (1958), guanyat per Xavier Busquets.
Va ser professor de l'ETSAB, on va ser catedràtic de Construcció (1955) i director (1967-1969). Va ser també vicerector de la Universitat Politècnica de Catalunya (1972-1974), arquitecte municipal de Barcelona des del 1945. Va ocupar diversos càrrecs a l'Ajuntament fins a 1976.

## Obra
- Residència d'Oficials, avinguda Diagonal 666, Barcelona (1939-1940).[3]
- Monument als Caiguts al Fossat de Santa Elena del Castell de Montjuïc, amb Manuel Baldrich i Tibau, Joaquim de Ros i de Ramis i Josep Soteras i Mauri, i els escultors Miquel i Llucià Oslé (1940).[4]
- Edifici d'habitatges del carrer Muntaner 271, Barcelona (1964-1967), amb el seu fill Manuel de Solà-Morales i Rubió.[5]